# Viktor Ullmann
Pour les articles homonymes, voir Ullmann.
Viktor Ullmann, né le 1er janvier 1898 à Teschen, en Autriche-Hongrie, et mort gazé le 18 octobre 1944 à Auschwitz-Birkenau, est un pianiste et compositeur autrichien.

## Biographie
Comme Mahler, originaire également de Bohème, avec lequel il eut tant d’affinité, Ullmann n'était pas tchèque, même s'il a vécu à Prague (pas plus qu'il n'était polonais, pour être né à Teschen). Il vit dès son enfance à Vienne, en Autriche. Issus de familles juives, ses parents s'étaient convertis avant sa naissance à la religion catholique. Son père Maximilian a pu, en tant que juif converti, entreprendre une carrière d'officier. Pendant la Première Guerre mondiale, il devint colonel et fut anobli comme Baron de Tannfels.
Viktor fréquente à partir de 1909 un lycée de Vienne. Ses aptitudes et son inclination pour la musique le rapprochent assez tôt d'Arnold Schönberg et de son cercle d'élèves. Dès la fin de ses études, il accomplit volontairement son service militaire. Après son affectation sur le front italien (à Isonzo), une autorisation de poursuivre ses études, dont il a besoin pour commencer des études de droit à l'Université de Vienne, lui est accordée. Début octobre 1918, il est également accepté dans le cours de composition de Schönberg, où il étudie la forme musicale, le contrepoint et l'orchestration. Ullmann est également un pianiste distingué, qui n'ambitionne cependant pas une carrière de soliste.
En mai 1919, il interrompt ces deux cycles d'étude et quitte Vienne pour Prague, afin de se consacrer entièrement à la musique. Son maître est alors Alexander von Zemlinsky, qui est notamment chef d'orchestre au Nouveau théâtre allemand de Prague (il le reste jusqu'en 1927). En 1923, Ullmann entame avec 7 Liedern mit Klavier (« 7 Lieder avec piano ») une série de premières représentations pleines de succès qui dure jusqu'au début des années 1930 (Sieben Serenaden (« Sept sérénades »)). De 1931 à 1933, période qu'il nomme son "Odyssée", il cesse presque toutes ses activités musicales pour s'occuper d'une librairie anthroposophique à Stuttgart. Il quitte l'Allemagne peu après l'accession au pouvoir de Hitler et s'installe à Prague, où il s'initie à la musique micro-tonale auprès d'Alois Hába. De cette période date sa Sonate pour clarinette en quarts de ton et piano en quarts de ton (opus 16).
Jusqu'à son internement au camp-ghetto de Theresienstadt, son œuvre compte 41 opus : elle comprend quatre sonates pour piano, des cycles de Lieder de différents poètes, des opéras et le Concerto pour piano opus 25, qu'il donne en décembre 1939, neuf mois après l'entrée des troupes allemandes à Prague. Une partie importante de ces œuvres a disparu : les manuscrits ont été vraisemblablement perdus pendant l'occupation allemande. Paradoxalement, les manuscrits composés à Theresienstadt sont largement conservés.
Son œuvre la plus connue est l’opéra Der Kaiser von Atlantis, composé en 1944 dans le camp-ghetto de Theresienstadt. Il est devenu l’ouvrage symbole de la destruction de plusieurs générations d’artistes juifs. Dans le camp de Theresienstadt, Ullmann fait partie de l’Administration des loisirs (Freizeitgestaltung) chargée d'assurer une façade de vie culturelle en prévision d'une visite du Comité International de la Croix-Rouge. Il est dispensé de travail et peut se consacrer à la composition ainsi qu'à la critique musicale de concerts organisés à l'intérieur du camp. Il organise également plusieurs concerts de son "Studio für neue Musik", qui promeut les œuvres de jeunes compositeurs détenus à Theresienstadt comme Gideon Klein, Heinz Alt, Sigmund Schul ou encore Karel Bermann.
Le 16 octobre 1944, Ullmann fait partie des derniers convois partant de Theresienstadt vers Auschwitz. Il est conduit à la chambre à gaz dès son arrivée.

## Repères
- 1898, le 1er janvier : naissance à Teschen (Silésie autrichienne).
- 1909-16 Scolarité à Vienne.
- 1916-18 Service militaire volontaire ; montée au front ; avancement au grade de lieutenant
- 1918 Étudiant à l'Université de Vienne (Droit) au Séminaire de composition de Schönberg
- 1920 À l'automne : chef de chœur d'Alexander von Zemlinsky au Nouveau théâtre allemand de Vienne à Prague ; plus tard (1922-27), chef d'orchestre
- 1925 Composition des Schönberg-Variationen (Variations Schönberg) pour piano (première représentation en 1926 à Prague)
- 1929-1931 Compositeur et chef d'orchestre de musique de scène au Schauspielhaus de Zurich
- 1931-1933 Libraire à Stuttgart (propriétaire de la bibliothèque Novalis d'anthroposophie)
- 1933 Fuite de Stuttgart ; retour à Prague
- 1935-1937 Cours de composition chez Alois Hába
- 1936 Prix Hertzka pour l'opéra Der Sturz des Antichrist (op. 9)
- 1939 Début de la persécution des juifs dans le Protectorat de Bohème et Moravie
- 1942 le 8 septembre déportation à Theresienstadt ; dans la prétendue « organisation des loisirs » (Freizeitgestaltung), il est actif comme compositeur, chef d'orchestre, pianiste, organisateur, pédagogue et critique musical.
- 1944 le 16 octobre transport à Auschwitz-Birkenau, où il est gazé le 18 octobre.

## Œuvre
Viktor Ullmann laisse un catalogue de 70 œuvres musicales.

### Composées à Prague
| Œuvre | Année       | Opus original | Notes |
| --- | ----------- | ------------- | --- |
| Drei Männerchöre a cappella (Trois chœurs d'hommes a cappella) | 1919        | opus 1        | |
| Lieder mit Orchester (Lieder avec orchestre) | 1921        | opus 2        | |
| Abendlied (Claudius) für Chor, Soli und Orchester (Chant du soir, Claudius, pour chœur, solistes et orchestre)                                                                | 1922        | opus 3        | |
| Musik zu einem Märchenspiel (Weihnachtsspiel « Wie Klein Else das Christkindlein suchen ging ») (Musique pour un prince charmant)                                             | 1922        |               | Première représentation Prague, 1922 |
| Sieben Lieder mit Klavier (Sept lieder avec piano) | 1923        | opus 4        | Première représentation Prague 1923, Fête de la musique de l'IGNM Prague 1924 |
| Opus 1 - 1re Quatuor à cordes | 1923        | opus 5        | Première représentation Prague, 1927 |
| Sieben Lieder mit Kammerorchester (Sept Lieder avec orchestre de chambre) | 1924        | opus 6        | Première représentation Prague, 1924 |
| Symphonische Phantasie (aussi sous le titre : « Solokantate für Tenor und Orchester ») (Fantaisie symphonique (aussi sous le titre : cantate soliste pour ténor et orchestre) | 1924        | opus 7        | Première représentation Prague, 1925 |
| Bühnenmusik zu "Der Kreidekreis" (Klabund) (Musique de scène pour "Der Kreidekreis")                                                                                          | 1924        |               | Première représentation Prague 1925 |
| (21) Variationen und Doppelfuge über ein kleines Klavierstück von Schönberg (op. 19, 4)                                                                                       | 1925        | opus 9        | Première représentation Prague, 1926 |
| Opus 2 - Oktett (aussi sous le titre : « Oktettino ») | 1924        | opus 8        | Première représentation Prague, 1926 |
| Trio für Holzbläser | 1926        | opus 10       | |
| Opus 4 - Konzert für Orchester (ou « Symphonie nº 1 » et « Symphonietta ») | 1928        | opus 11       | Première représentation Prague, 1929 |
| (5) Variationen und Doppelfuge über ein kleines Klavierstück von Arnold Schönberg (für Klavier)                                                                               | 1929        |               | Première représentation Prague, 1929. Erhalten blieb die Abschrift eines Pragueer Kopisten. Fête de la musique de l'IGNM Genf, 1929. |
| Opus 5 - Sieben kleine Serenaden für Gesang und 12 Instrumente (Texte : Ullmann)                                                                                              | 1929        |               | Première représentation Francfort-sur-le-Main, 1931. |
| Opus 6 - Peer Gynt (Ibsen). Opéra | 1927-1929   |               | Achevé après 1938. |
| Opus 3 a - (9) Variationen und Doppelfuge über ein Thema von Arnold Schönberg für Klavier (Variations et double fugue sur un thème d'Arnold Schönberg pour piano)             | 1933/34     |               | Édition à compte d'auteur : Prague, 1939. |
| Opus 3 b - Variationen, Phantasie und Doppelfuge über ein kleines Klavierstück von Schönberg für Orchester                                                                    | 1933/34     |               | Hertzka-Preis, 1934. Première représentation Prague, 1938. In der Abschrift zweier Pragueer Kopisten blieb ein Satz Orchesterstimmen erhalten. |
| Opus 7 - 2e quatuor à cordes | 1935        |               | Première représentation Prague, 1936. Fête de la musique de l'IGNM Londres, 1938. |
| Opus 8 - (Sieben) Elegien für Sopran und Orchester | 1935        |               | Première représentation Prague, 1936 (trois pièces). Dans l'autographe a été préservé opus 8, 2 : « Schwer ist's das Schöne zu lassen » (Steffen). |
| Opus 9 - Der Sturz des Antichrist. Bühnenweihefestspiel in 3 Akten (Steffen)                                                                                                  | 1935        |               | Prix Hertzka 1936. L'autographe conserve la partition et une partition pour piano écrite en partie par le compositeur. |
| Opus 10 - 1re sonate pour piano | 1936        |               | Édition à compte d'auteur : Prague, 1936. Création Prague 1936. Fête de la musique de l'IGNM New York 1941. |
| Opus 11 - Chinesische Melodramen (ou « Galgenlieder ») | 1936        |               | Première représentation Prague, 1936 (4 pièces). |
| Opus 12 - Huttens letzte Tage (C.F. Meyer), Symphonie lyrique pour ténor, baryton et orchestre                                                                                | 1936/37 (?) |               | |
| Opus 13 - Missa symphonica für Chor, Soli, Orchester und Orgel (« zu Ehren des Erzengels Michael »)                                                                           | 1936        |               | |
| Opus 14 - Drei Chöre a cappella (ou « Rosenkreuzer-Kantate ») | 1936        |               | |
| Opus 15 - Oster-Kantate (ou « Kammer-Kantate ») für gemischten kleinen Chor und 6 Instrumente                                                                                 | 1936        |               | |
| Opus 16 - Sonate für Viertelton-Klarinette und Viertelton-Klavier | 1936        |               | Première représentation Prague, 1937. Seul l'autographe de la voix de clarinette a été préservé. |
| Opus 17 - Six Lieder (Steffen) pour soprano et piano | 1937        |               | Édition à compte d'auteur : Prague, 1937. Première représentation Prague, 1937. |
| Opus 18 - Lieder (Kraus, Goethe, Novalis) (ou « Liederzyklus II ») | 1937 (?)    |               | |
| Opus 19 - 2e sonate pour piano | 1938/39     |               | Édition à compte d'auteur : Prague 1939. Première représentation Prague 1940. |
| Opus 3 c - Variationen und Doppelfuge über ein Thema von Arnold Schönberg | 1939        |               | la photocopie du manuscrit est conservée. |
| Opus 20 - Geistliche Lieder für hohe Stimme und Klavier | 1939/40     |               | Édition à compte d'auteur : Prague 1940. Première représentation Prague 1940. |
| Opus 21 - Lieder (Brezina) | 1929/39 (?) |               | |
| Opus 22 - Kinderlieder | 1939/40 (?) |               | |
| Opus 23 - Der Gott und die Bajadere (Goethe) pour baryton et piano | 1940 (?)    |               | Première représentation Prague, 1940. |
| Opus 24 - Slawische Rhapsodie für Orchester und obligates Saxophon | 1939/40     |               | Édition à compte d'auteur : Prague, 1940. (imprimé comme "Opus 23") |
| Opus 25 - Concerto pour piano | 1939        |               | Manuscrit conservé ; Édition à compte d'auteur : Prague, 1940. |
| Opus 26 - Cinq chants d'amour (Huch) pour soprano et piano | 1939        |               | Édition à compte d'auteur : Prague, 1939. |
| Opus 27 - Lieder des Prinzen Vogelfrei (Nietzsche) | 1940        |               | |
| Opus 28 - 3e sonate pour piano | 1940        |               | Édition à compte d'auteur : Prague, 1940. (imprimé comme « opus 26 ») |
| Opus 29 - Drei Sonette aus dem Portugiesischen (Barett-Browning/Rilke) pour soprano et piano                                                                                  | 1940        |               | Édition à compte d'auteur : Prague, 1940. Première représentation Prague, 1940. |
| Opus 30 - Liederbuch des Hafis für Bass und Klavier | 1940        |               | Édition à compte d'auteur : Prague, 1940. Première représentation Prague, 1940 d'après « Nachdichtungen der Lieder und Gesänge des Hafis », volume 2 de Hans Bethge (zuerst 1910 im Insel-Verlag, Leipzig erschienen, die Neuauflage des Hafisbandes beim YinYang-Media Verlag (ISBN 3-935727-03-8) |
| Opus 31 - Nachlese (Lieder) | 1940 (?)    |               | |
| Opus 32 - Krieg. Cantate pour baryton | 1940 (?)    |               | |
| Opus 33 - Die Heimkehr des Odysseus. Opéra | 1940/41 (?) |               | |
| Opus 34 - Six Sonnets (Labé) pour soprano et piano | 1941        |               | Édition à compte d'auteur : Prague, 1941. |
| Opus 35 - Sechs Gesänge für Alt oder Bariton und Klavier | 1941 (?)    |               | |
| Opus 36 - Der zerbrochene Krug (Kleist). Opéra | 1941/42     |               | Édition à compte d'auteur 1942. |
| Opus 37 - Trois Lieder (C.F. Meyer) pour baryton et piano | 1942        |               | En autographe "renouvelé à Theresienstadt"). Première représentation Theresienstadt 1943. |
| Opus 38 - 4e sonate pour piano | 1941        |               | Édition à compte d'auteur: Prague 1941. |
| Opus 39 - Sonate pour violon et piano | 1937 (?)    |               | Seule la copie de la partie de violon a été conservée. Première représentation prévue: Prague 1938. |
| Opus 40 - Konzertarie (tiré de « Iphigenie » de Goethe) | 1942 (?)    |               | |
| Opus 41 - Six lieder (H.G. Adler) | 1942 (?)    |               | |

### Composées à Theresienstadt
| Œuvre | Année   | Opus | Notes |
| --- | ------- | ---- | --- |
| Trois Lieder pour baryton (C.F. Meyer)                                                                     | 1942    |      | Opus 37. Datation finale : 4 novembre 1942. |
| 3e quatuor à cordes (in einem Satz)                                                                        | 1943    |      | Conservé comme copie du manuscrit. Compté comme opus 46. Datation finale : 23 janvier 1943. |
| Automne (G. Trakl) pour soprano et trio à cordes                                                           | 1943    |      | Manuscrit conservé. Datation finale : 24 janvier 1943. |
| (2) Lieder der Tröstung (Albert Steffen) pour voix profondes et trio à cordes                              | 1943    |      | Manuscrit conservé. |
| Dix chœurs yiddish et hébraïques (Chœurs d'hommes, chœurs de femmes et chœurs mixtes)                      | 1943    |      | La copie a été conservée (Copistes de Theresienstadt). |
| Musique de scène pour une pièce de François Villon                                                         | 1943    |      | Première représentation à Theresienstadt 20 juillet 1943. |
| Wendla im Garten (Frank Wedekind) pour partie chorale et piano                                             | 1943    |      | Manuscrit conservé. Datation finale: 1918 - 1943. |
| 5e Sonate pour piano                                                                                       | 1943    |      | Manuscrit conservé. Compté comme Opus 45. Datation finale : 27 juin 1943. |
| (2) Lieder d'Hölderlin pour partie chorale et piano                                                        | 1943/44 |      | Manuscrit conservé. |
| Immer inmitten (H.G. Adler). Cantate pour Mezzo-Soprano et piano                                           | 1943    |      | Le manuscrit de deux lieder a été conservé. Première représentation à Theresienstadt 30 octobre 1943.                                                                                            |
| 6e Sonate pour piano                                                                                       | 1943    |      | Manuscrit conservé. Compté comme Opus 49. (Comp. « Kaiser von Atlantis »). Datation finale : 1er août 1943. Première représentation à Theresienstadt avant le 30 octobre 1943.                   |
| Der Mensch und sein Tag (H.G. Adler). 12 Lieder pour partie chorale et piano                               | 1943    |      | Manuscrit conservé. Compté comme opus 47. datation finale : 4 septembre 1943. |
| Chansons des enfants françaises [!] pour voix et piano.                                                    | 1943    |      | Un Lied (« Little Cakewalk ») manuscrit conservé. Date de dédicace : 27 septembre 1943. |
| Trois Lieder chinois pour partie chorale et piano.                                                         | 1943    |      | Manuscrit conservé pour 2 d'entre eux. Datation finale: octobre 1943. |
| L'Empereur d'Atlantis ou le refus de mourir. Pièce en un acte (Kien)                                       | 1943/44 |      | Manuscrit conservé. Compté comme opus 49 (Comp. 6e sonate pour piano) Début de la composition: juin/juillet 1943 ; datation finale : 13 janvier 1944. Révision ("Wahnsinns-Terzett"): août 1944. |
| Don Quichotte. Ouverture pour piano (Esquisse)                                                             | 1943    |      | Manuscrit conservé. Datation finale : 21 mars 1944. |
| Le 30 mai 1431. Libretto pour un opéra « Jeanne d'Arc » (2 actes)                                          | 1944    |      | Manuscrit conservé. Datation de l'avant-propos : 16 mai 1943. |
| Trois lieder yiddish pour partie chorale et piano                                                          | 1944    |      | Manuscrit conservé. Compté comme opus 53 Datation (1. Lied): 25. Mai 1944. |
| Die Weise von Liebe und Tod (Rainer Maria Rilke). 12 pièces pour récitant et orchestre ou piano (Esquisse) | 1944    |      | Manuscrit conservé. Première représentation avant le 28 septembre 1944. Datation finale : 12 juillet 1944.                                                                                       |
| 7. Sonate pour piano                                                                                       | 1944    |      | Manuscrit conservé. Date sur la page de titre : 22 août 1944. |
| Fantaisie du soir (Hölderlin) pour partie chorale et piano                                                 | 1944    |      | Manuscrit conservé. |
| Cadences aux concertos de piano de Beethoven (nos 1 et 3)                                                  | 1944    |      | Manuscrit conservé. Compté comme opus 54 |
| Trois chœurs d'enfants hébraïques (a cappella)                                                             | 1944    |      | Conservé sous la forme d'une copie (copiste de Theresienstadt). |

## Documentaires
- L’atelier Ullmann de François Gauducheau France, 2005, couleur, 45 min.
- Passagers étrangers - Sur les traces de Viktor Ullmann, DVD Capriccio, 2003, avec la Symphonie no 2 dirigée par James Conlon, Gürzenich-Orchester Kölner Philharmoniker.
- Herbert Gantschacher Viktor Ullmann - Zeuge und Opfer der Apokalypse / Witness and Victim of the Apocalypse / Testimone e vittima dell'Apocalisse / Svědek a oběť apokalypsy / Prič in žrtev apokalipse. ARBOS-Edition, Arnoldstein- Klagenfurt - Salzburg - Vienna - Prora - Prague 2015,  (ISBN 978-3-9503173-3-6)
- Герберт Ганчахер Виктор Ульман - Свидетель и жертва апокалипсиса «Культ-информ-пресс» Санкт-Петербург 2016  (ISBN 978-5-8392-0625-0)

## Discographie
Opéras et mélodies
- Der Kaiser von Atlantis - Michael Kraus, Walter Berry, Iris Vermillon ; Gewandhaus de Leipzig, dir. Lothar Zagrosek ; Hölderlin-Lieder, par Iris Vermillon et Jonathan Alder (coll. « Entartete Musik », Decca, 1994). Le livret de l'opéra contient une traduction en français.
- Der Sturz des Antichrist - Chœur et Orchestre philharmonique de Bielefeld, dir. Rainer Koch (concert, 1995, 2 CD CPO) (OCLC 314739381) Le livret contient une documentation en français, mais le texte de l'opéra est seulement donné en allemand et en anglais.
- Lieder - Christine Schäfer, Yaron Windmuller, Liat Himmelheber ; Axel Bauni, piano. Regroupe les Six mélodies sur Louise Labé en français, les opus 18, 17, 29, 20, 30, 47, ainsi que les Chinesische Lieder et les Hölderlin Lieder (2 CD Orfeo, 1995).
- Lieder : Lieder Buch des Hafis, op. 30 ; Der Mensch und sein Tag, op. 47 ; Geisltliche Lieder, op. 20 ; Drei Lieder sur des textes de Ferdinand Meyer ; Drei Chinesische Lieder - Petr Matuszek, Ales Kanka, Pavel Eret, Libor Kanka, Vladan Koci (2, 7-8 et 14 octobre 1996, Supraphon) (OCLC 1026501447) Le livret contient une documentation en français.
- Schwer ist´s, das Schöne zu lassen : Lieder pour soprano et piano - Irena Troupová, soprano ; Jan Dušek, piano (ArcoDiva, 2015).

Musique de chambre et piano
- Quatuor op. 46 no 3 - Hawthorne String Quartet (« Musique de chambre de Theresienstadt 1941-1945 », Channel Classics, 1991) — avec Gideon Klein : Trio, Fantaisie a Fuga, Sonata pro Klavir, Quatuor op. 2. Le livret contient une documentation en français.
- Sonates et variations de Schönberg - par Christophe Sirodeau, (2 CD Bis, 2014). Le livret contient une documentation en français rédigée par l’interprète.
- Sonates nos 1 à 4 - Edith Kraus (Eda Records, 1993) (OCLC 913741293)
- 7 Sonates - Michael Tsalka (Paladino, 2014)
- 7 Sonates - Moritz Ernst, piano (Eda 38) — avec des Sonates de Norbert von Hannenheim.
- 7 Sonates - Konrad Richter, piano (Bayer Records).
- Concerto pour piano op. 25 - Konrad Richter, Staatsphilharmonie Brünn (Brno), dir. Israel Yinon (2-3 mai 1992, Bayer Records) (OCLC 37140965)